# Apareiodon
Apareiodon es un género de peces de la familia Parodontidae y del orden de los Characiformes.

## Especies
Este género se subdivide en  15 especies:
- Apareiodon affinis (Steindachner, 1879)
- Apareiodon agmatos Taphorn, López-Fernández & C. R. Bernard, 2008
- Apareiodon argenteus Pavanelli & Britski, 2003
- Apareiodon cavalcante Pavanelli & Britski, 2003
- Apareiodon davisi Fowler, 1941
- Apareiodon gransabana W. C. Starnes & I. Schindler, 1993
- Apareiodon hasemani C. H. Eigenmann, 1916
- Apareiodon ibitiensis Amaral Campos, 1944
- Apareiodon itapicuruensis C. H. Eigenmann & Henn, 1916
- Apareiodon machrisi Travassos, 1957
- Apareiodon orinocensis Bonilla, Machado-Allison, Silvera, Chernoff, López Rojas & Lasso, 1999
- Apareiodon piracicabae (C. H. Eigenmann, 1907)
- Apareiodon tigrinus Pavanelli & Britski, 2003
- Apareiodon vittatus Garavello, 1977
- Apareiodon vladii Pavanelli, 2006